# Dianemobius fascipes
Dianemobius fascipes är en insektsart som först beskrevs av Walker, F. 1869.  Dianemobius fascipes ingår i släktet Dianemobius och familjen syrsor.

## Underarter
Arten delas in i följande underarter:
- D. f. fascipes
- D. f. nigrofasciatus